# Schaufelspitze (Alpes de Stubai)
Pour l’article homonyme, voir Schaufelspitze (Karwendel).
La Schaufelspitze est une montagne qui s’élève à 3 332 m d’altitude dans les Alpes de Stubai, en Autriche.